# Kislevelű madárbirs

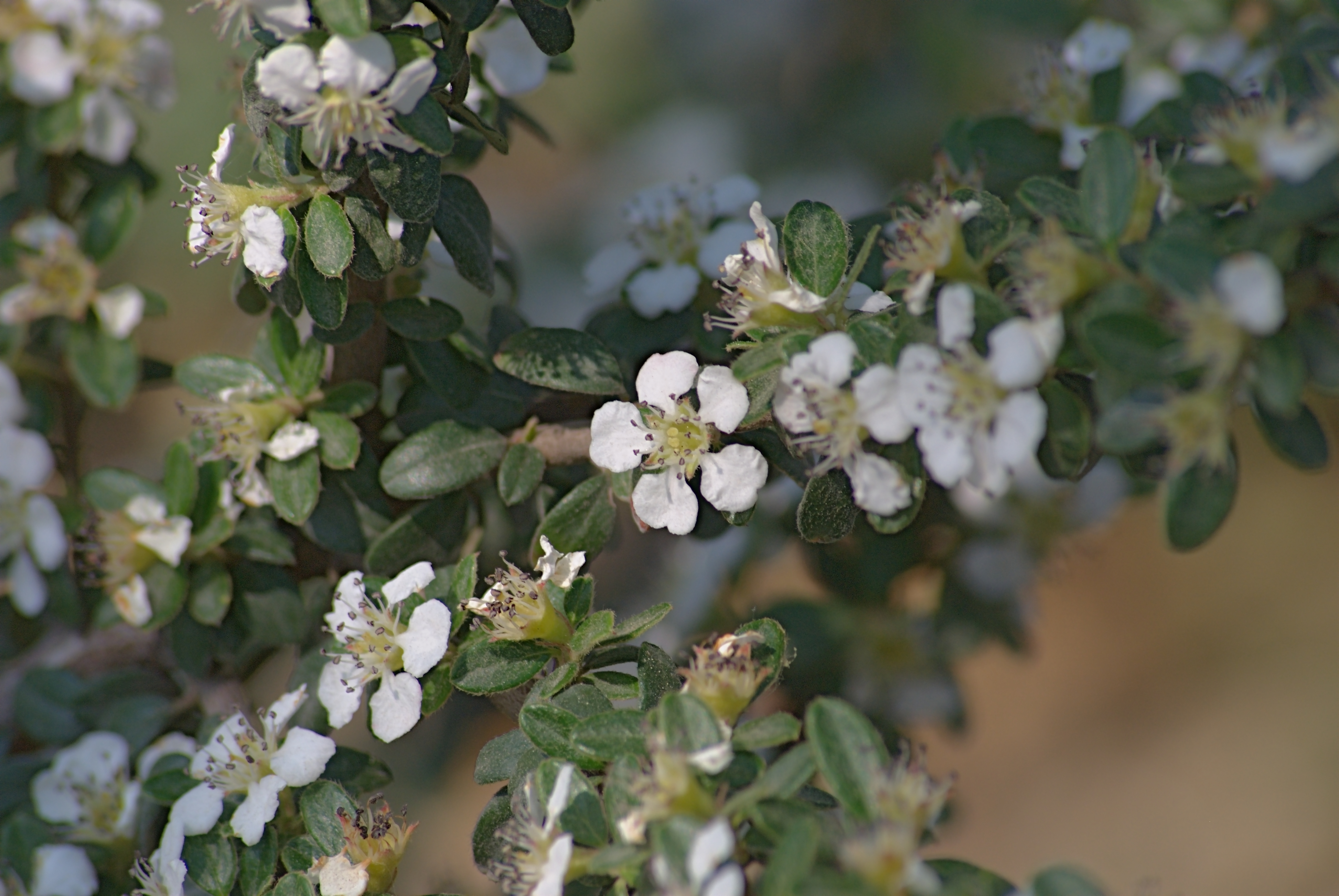
Virágnyílás idején

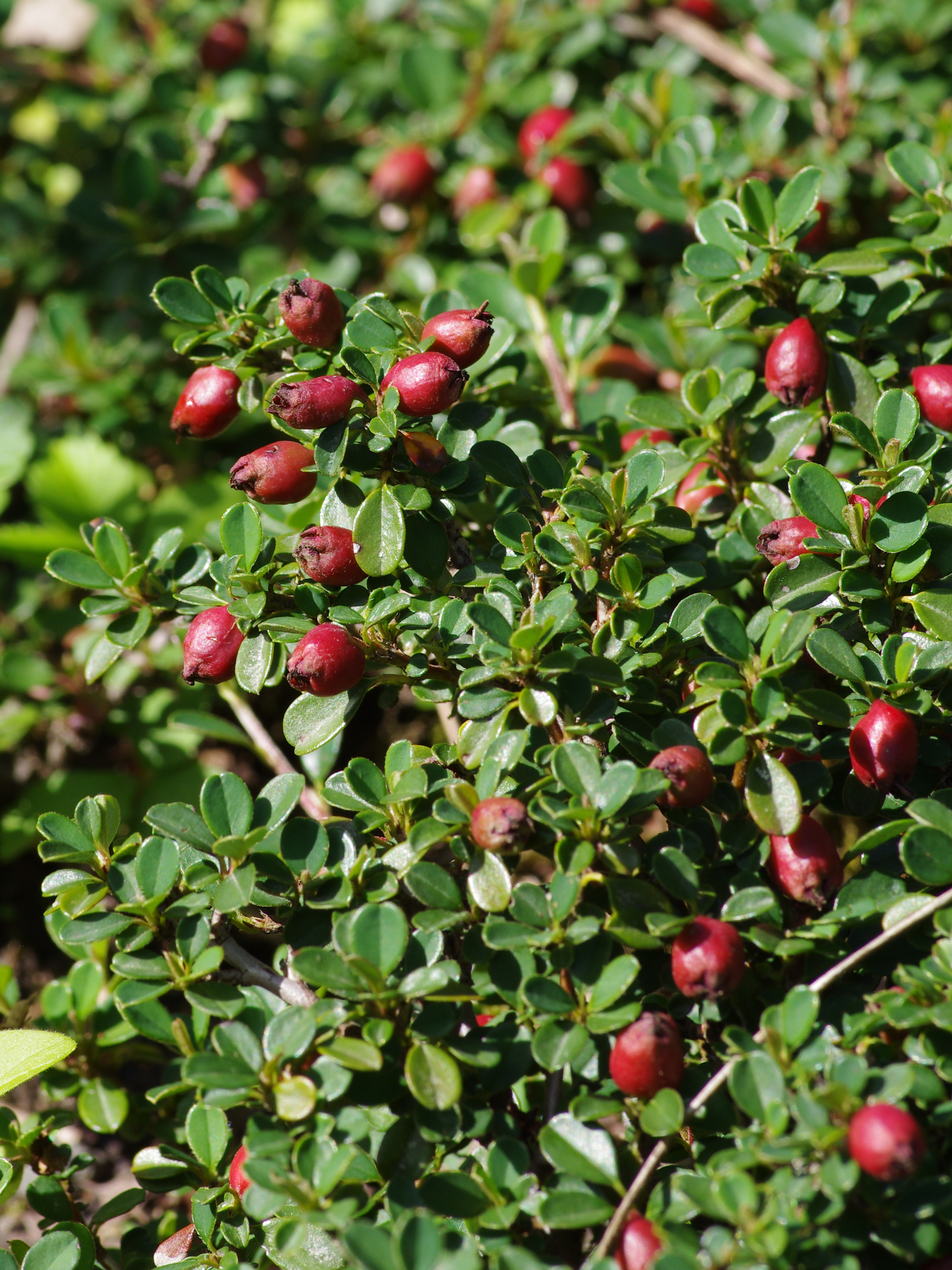
C. m. var. thymifolius termései

A kislevelű madárbirs (nepáli madárbirs, apró levelű madárbirs, Cotoneaster microphyllus) a rózsafélék (Rosaceae) almafélék (Amygdaloideae) alcsaládjába sorolt madárbirs (Cotoneaster) növénynemzetség egyik faja.

## Származása, elterjedése
A Himalájából származik, de dísznövénynek sokfelé ültetik.

## Megjelenése, felépítése
Legfeljebb 1 m magasra növő, sűrűn ágas, elfekvő vagy szélesen elterülő, örökzöld bokor.
6–8 mm-es leveleinek színe fénylő sötétzöld, fonákán sűrű, szürkésfehér szőrzet nő. A levelek széle kissé behajlik.
Fehér virágai egyenként vagy párosával állnak. 5–6 mm átmérőjű, kissé megnyúlt bogyói pirosak.

## Életmódja, termőhelye
Csapadékigényes. Napra vagy félárnyékba ültethető; árnyékos helyen tönkremegy. Az erősebb fagyok károsíthatják; ettől takarással védhetjük. Visszahajló ágai legyökeresednek.
Májusban virágzik. Érett termései télen is a bokron maradnak, csak a komolyabb fagyoktól hullanak le.
Kártevői az egyéb madárbirseknél megszokottak.

## Felhasználása
Dísznövényként talajtakarónak, sziklakertekbe, illetve sírokra ajánlott.

## Alfajok, változatok[2]
- Cotoneaster microphyllus var. buxifolius Dippel (C. m. var. buxifolia, C. buxifolia)[3])
- Cotoneaster microphyllus var. cochleatus (Franch.) Rehder & E.H. Wilson (= C. meuselii[3])
- Cotoneaster microphyllus var. conspicuus Messel (= C. conspicuus[3])
- Cotoneaster microphyllus var. glacialis Hook fil.
- Cotoneaster microphyllus var. melanotrichus (Franch.) Rehder
- Cotoneaster microphyllus var. microphyllus (törzsváltozat)
- Cotoneaster microphyllus var. nivalis G. Klotz (= C. nivalis[3])
- Cotoneaster microphyllus var. rotundifolius (Wall. ex Lindl.) Wenz.
- Cotoneaster microphyllus var. thymifolius (Baker) Koehne (= C. m. f. linearifolius[3])
- Cotoneaster microphyllus var. uva-ursi Lindl. (= C. m. f. rotundifolius[3])
- Cotoneaster microphyllus var. vellaeus (Franch.) Rehder & E.H. Wilson
- Cotoneaster microphyllus f. lanatus Dippel
- Cotoneaster microphyllus f. linearifolius G. Klotz
- Cotoneaster microphyllus f. melanotrichus (Franch.) Hand.-Mazz.
- Cotoneaster microphyllus var. buxifolius Dippel